# Borra (munizione)
La borra è lo stoppaccio di materiale feltroso che nelle cartucce si frappone fra la carica esplosiva e la pallottola. Scopo dell'inserimento dello stoppaccio è quello di evitare la dispersione dei gas che si sprigionano con lo scoppio.
Nelle armi ad avancarica ciò avveniva con un'asta lunga quanto la canna dell'arma. Una volta impugnata, con essa si pressava la borra al di sopra della polvere da sparo precedentemente versata da una fiaschetta o da un involucro di carta (da cui il nome "cartuccia").
Solo dopo questa operazione, condotta con calcolata energia, si poteva introdurre la pallottola di piombo, in modo che l'innesco della polvere da sparo, per il tramite di una scintilla fatta scaturire da un acciarino, desse modo all'energia sviluppata dall'esplosione di scagliare la pallottola contro l'obiettivo.